# 楽の上塗り
「楽の上塗り」（らくのうわぬり）は、CYNHNの楽曲。11枚目のシングルとして2023年1月25日に発売された。発売元はI BLUE。

## 概要
CYNHNの11th シングル。広瀬みのり加入後の５人体制としては２作目にあたる。
CDは2形態で、2022年に開催されたワンマンライブの映像が3曲収録されたDVD付きの初回限定盤とインストを収録した通常盤。初回限定盤のDVDでは、10月9日に恵比寿LIQUIDROOMで開催されたCYNHN 東名阪ツアー -キリグニア- 最終公演から「ソルベ」と「Redice」、6月19日に代官山UNITで開催されたCYNHN 5th Anniversary EVENT -Blue Encount- から「キリグニア」（初披露）、計3曲のライブ映像を収録。

表題曲「楽の上塗り」は前作「キリグニア」に引き続き、CYNHNのメインソングライター渡辺翔による作詞・作曲。「水生」「ごく平凡な青は、」「キリグニア」等多くの楽曲で編曲を手がけてきたebaによる編曲。
振付は「夜間飛行」「ソルベ」の振付を担当してきたでんぱ組.incの藤咲彩音。MV監督はFIXIONの横田和樹。アートワークはyenterの高山優子によるもの。
「楽の上塗り」は時に暗さを交えながら明るいメッセージを届ける、軽やかなピアノ・ロック・サウンドにのせて人生の機微を謳い上げる楽曲。ミュージック・ビデオのラストは青く染められた花びらを口にするシーンとなっており、すべてを受け入れて進んでいく想いを感じさせる。

カップリング曲の「ベイビーブルー」は今回初となるSundae May Clubの浦小雪（Vo, G）による作詞・作曲。編曲は「FINALegend」「タキサイキア」を手がけた中西亮輔。振付は「アンフィグラフィティ」以降で多くの振付を担当してきたΜёgpis。配信シングルのアートワークはyenterの高山優子。
「ベイビーブルー」は“眠れない夜の革命”を歌った疾走感あふれるウインターソング。

### 制作背景
「楽の上塗り」を作詞曲した渡辺翔は、"楽の上塗りは明るく前向きな曲調。個人的には曲と歌詞の温度の差がとても好き。その日の調子によって言葉の意味合いも違って聴こえてくる"とコメントしている。
この曲に関して綾瀬志希は、"自由で解放的、優しく破壊するようなイメージで歌いました。受け取り方によって言葉の意味が変わる歌詞が、誰の心にもストンと落ちたり寄り添ったり壊したり色んな顔を持った曲。この曲がこれから聴いた人の中で形を変えながら、「あなた」の物語の中で心に残ったら嬉しいです"とし、青柳透は"歌詞の考察を進める度に「曖昧なままで綺麗だ」という歌詞が今の自分たちにフィットしているように感じられました。みなさんがどんなふうに受け取ってくださっているのか反応が楽しみです"とコメントしている。
また百瀬怜は"自分の気持ちが代弁されているような気がして凄く気持ちが楽になりました。この曲が色んな人の心に届いたら良いなと思います。歌っていてスッキリするので口ずさんでくれたら嬉しいし、覚えてライブに来てくれたらとっても嬉しいです"、月雲ねるは”誰もが内側に抱えた複雑な気持ちを、完璧じゃなくていいんだよって肯定して、その気持ちと一緒に進んでいく勇気をもらえるような曲。いろいろな感情の中でがむしゃらに生きていくすべての人に聞いていただきたいです”、広瀬みのりは"心地よい軽快なピアノが特徴的で楽しい曲。この曲を聴いてみなさんが胸をふっと撫で下ろせたり、そんな風に少しでも何かの源になるといいなと思います"とコメントをしている。

「ベイビーブルー」の作詞曲を担当した浦小雪（Sundae May Club）は、"自分が何も持たない人間だと思ったり、宝物を全てなくしてしまったように思う夜があります。でも、大事にしたい。何かを変えたい。そんな思いが強く立ち上がるのも、やるせない夜でした。眠れない夜の革命の歌"とコメントしている。
またこの曲のアートワークを手掛けた高山優子(yenter)は、配信シングルジャケットのテーマを「重ねてきた青」と解説している。

### 評価
出嶌孝次はbounce誌の連載で"繊細な風情のなかに優しい雰囲気がそれとなく伝わる、現体制で2枚目のシングル。渡辺翔の詞曲×ebaの編曲という鉄板コンビでいつもと違うピアノ・ロックに挑んだ表題曲は、弾むような明るいサウンドが耳にも軽やかです。Sundae May Clubの浦小雪によるカップリング“ベイビーブルー”も、温かみのある疾走感がエモーショナルに響く新機軸のギター・ロック。いずれも感情の出た5人の歌唱が素晴らしいです!"と評している。

第12回アイドル楽曲大賞2023 メジャーアイドル楽曲部門で1位を獲得した。
結果発表後に開催される座談会『アイドル楽曲大賞アフタートーク』にて、宗像明将は"歌い出しを担当している広瀬みのりさんがボーカルの大きな要となっています。CYNHNはメンバーが変わりはするけど、ボーカルのレベルの高さをキープしているところが支持されている理由だと思います。サウンドに関してもずっと攻めている。姿勢としてそこが変わっていないのが一つの強み"と評している。
アイドル楽曲大賞の主宰者であるピロスエは同座談会で、"歌詞の力もあると思います。分かりやすいのはサビで〈思いやり誰か救い苦しくなり人生〉とあるんです。人生のわびさびを歌っていてそれが本質的なんですよね。フランスのシャンソンには人生を歌い上げる傾向があって、その意味では日本のアイドル楽曲シーンで生まれたシャンソンの名曲と言っていいと思います。改めていい歌詞だと思うし、これが1位というのは嬉しい結果ですね。"と評価している。
なおCYNHNは第12回アイドル楽曲大賞2023のメジャーアイドル楽曲部門の10位以内に3曲がランクインし、推し箱部門では1位。2022年の10thSG「キリグニア」に続き、2年連続の1位獲得となった。

### 参加ミュージシャン
- eba ギター、プログラミング、編曲
- 岸田勇気　ピアノ
- 佐藤丞　ドラム
- 二家本亮介　ベース

## シングル収録内容
初回限定盤（TECI-923）、通常盤（TECI-924）の2種リリースで、初回限定盤には「キリグニア」のMusic Video & メイキングを収録したDVDが同梱されている。

### 初回限定盤
| #         | タイトル           | 作詞・作曲 | 編曲      | 時間 |
| --------- | ------------------ | ---------- | --------- | ---- |
| 1.        | 「楽の上塗り」     | 渡辺翔     | eba       | 4:10 |
| 2.        | 「ベイビーブルー」 | 浦小雪     | 中西亮輔  | 3:21 |
| 合計時間: | 合計時間:          | 合計時間:  | 合計時間: | 7:31 |

| #  | タイトル                                                                                  | 作詞 | 作曲・編曲 |
| -- | ----------------------------------------------------------------------------------------- | ---- | ---------- |
| 1. | 「キリグニア」(<2022.06.19（Sun）CYNHN 5th Anniversary EVENT -Blue Encount->)             |      |            |
| 2. | 「ソルベ」(<2022.10.09（Sun）CYNHN 東名阪ツアー -キリグニア- 最終公演＠恵比寿LIQUIDROOM>) |      |            |
| 3. | 「Redice」(<2022.10.09（Sun）CYNHN 東名阪ツアー -キリグニア- 最終公演＠恵比寿LIQUIDROOM>) |      |            |

### 通常盤
| #         | タイトル                      | 作詞・作曲 | 編曲      | 時間  |
| --------- | ----------------------------- | ---------- | --------- | ----- |
| 1.        | 「楽の上塗り」                |            |           | 4:10  |
| 2.        | 「ベイビーブルー」            | 浦小雪     | 中西亮輔  | 3:21  |
| 3.        | 「楽の上塗り」(Inst Ver.)     |            |           | 4:10  |
| 4.        | 「ベイビーブルー」(Inst Ver.) |            |           | 3:21  |
| 合計時間: | 合計時間:                     | 合計時間:  | 合計時間: | 15:02 |